# Paraclinus fehlmanni
Paraclinus fehlmanni е вид лъчеперка от семейство Labrisomidae. Видът е световно застрашен, със статут Уязвим.

## Разпространение
Разпространен е в Еквадор и Перу.